# Інтернет на Філіппінах

Поширеність Інтернету за країнами світу (чисельність користувачів відносно чисельності населення), 2012

Інтернет на Філіппінах з'явився в 1994 році. Станом на 30 вересня 2011 року в країні понад 30 мільйонів користувачів Інтернету (33 % від загальної чисельності населення). Домен верхнього рівня — .ph.

## Історія
Доступ до Інтернету на Філіппінах почався з березня 1994 року, коли Philippine Network Foundation (PHNet) організувала за допомогою компанії Sprint Nextel з'єднання зі швидкістю 64 кбіт/с.
У 1995 році на Філіппінах було прийнято Закон про державні телекомунікації, який відіграв велику роль у розвитку Інтернету в країні. Цей закон встановив правила доступу в Інтернет і реєстрації компаній — Інтернет-провайдерів. Однак розвитку Інтернету на Філіппінах перешкоджали багато факторів, включаючи нерівномірний розподіл інтернет-інфраструктури на території країни, її вартість і корупція в уряді.
У 2012 році на Філіппінах було прийнято національний закон про боротьбу з кіберзлочинністю. Згодом отримав назву «Закон № 10175», який встановив кримінальну відповідальність за кіберсквотинг, кіберсекс, розповсюдження дитячої порнографії, злодійство персональних даних, незаконний доступ до даних і дифамацію. Закон № 10175 був підданий критиці з боку громадськості, і до Верховного суду Філіппін було подано кілька позовів, що ставлять під сумнів відповідність цього закону Конституції країни. Верховний суд вердиктом від 9 жовтня 2012 року призупинив вступ в силу цього закону на 120 днів.

## Користувачі Інтернету на Філіппінах

Карта поширення браузерів у світі. На Філіппінах 58,83 % користувачів Інтернету використовують Google Chrome, 28,55 % — Firefox, 7,36 % — Internet Explorer, 3,51 % — Safari

Згідно зі звітом дослідницької компанії AGB Nielsen Philippines (англ.), у 2011 році:
- Мали доступ в Інтернет 33 % філіппінців, що на п'ять відсоткових пунктів нижче за показник для Південно-Східної Азії в середньому (38 %);
- У віковій страті від 15 до 19 років 65 % є користувачами Інтернету, в страті 20-29 років — 48 %;
- Серед осіб у віці від 30 до 40 років 24 % мають доступ в інтернет, від 40 до 50 років — 13 %, і старше 50 років — тільки 4 %;
- 52 % філіппінців мали комп'ютер з високошвидкісним доступом в Інтернет у себе вдома;
- У більшості користувачів у віці 15-19 років (74 %) основною точкою доступу в Інтернет є Інтернет-кафе;
- Для більшості користувачів у віці 30 років і старше основною точкою доступу в Інтернет є домашній комп'ютер, а для користувачів у віці 50 років і старше — 86 %;
- 24 % користувачів отримують доступ в Інтернет на щоденній основі за допомогою мобільного телефону, а 56 % мають намір отримувати доступ в Інтернет через мобільний телефон в найближчі 12 місяців.
- 67 % користувачів Інтернету відвідували сайти соціальних мереж, використовують електронну пошту тільки 40 %;
- 61 % Інтернет-користувачів на Філіппінах довіряють розміщеним в Інтернеті оцінками споживчих товарів (це на 7 відсоткових пунктів вище середнього показника по південно-східній Азії);
- Майже дві третини філіппінців (64 %) використовують соціальні мережі як джерело для прийняття рішень про покупки.

## Доступність і якість доступу
На Філіппінах доступ в Інтернет, як правило, здійснюється двома шляхами: через кабель і DSL. Кабельний Інтернет пропонується такими провайдерами, як ZPDee Cable, Destiny Cable, Parasat «Cable21», Caceres «C3», Skyline «Cheetah», USATV1, Viacomm, Aeronet і KwikNET, які, як правило, надають доступ з 64 кбіт/с, ComClark — починаючи з 384 Кбіт/с. PLDT BayanTel Globe Telecom і Eastern Telecom (ETPI) надають DSL-доступ, починаючи з 128 Кбіт/с до 5 Мбіт/с. Широкосмуговий доступ в Інтернет також широко доступний в інтернет-кафе й офісах компаній, особливо в великих містах. Wi-Fi доступ в Інтернет поступово розгортається в кафе, торговельних центрах і великих аеропортах по всій країні.
2005 року компанія Smart Communications (англ.) запустила «Smart Wi-Fi», який, попри свою назву, використовує не Wi-Fi, а безпровідне підключення до Інтернету через інфраструктуру мобільного зв'язку. У квітні 2006 року цей сервіс перейменований у «Smart BRO».
Провідні провайдери:
- Destiny Cable — перша філіппінська компанія, що запропонувала широкосмуговий кабельний доступ в Інтернет. Також пропонує послуги SDSL до 1,5 Мбіт/с з висотних будівель.[3]
- BayanTel пропонує ADSL від 768 кбіт/с до 2,5 Мбіт/с.[4] Також надає кабельний доступ в Інтернет від 64 кбіт/с до 1 Мбіт/с через ZPDee.[5] Sky Broadband cable також пропонує швидкість до 112 Мбіт/с.[6]
- ETPI пропонує SDSL від 256 кбіт/с до 2 Мбіт/с.[7]
- Globe Telecom через свою дочірню компанію Innove пропонує ADSL від 512 кбіт/с до 4 Мбіт/с.[8]
- PLDT пропонує ADSL від 384 кбіт/с до 5 Мбіт/с.[9]
- PT & T пропонує ADSL і SDSL від 384 кбіт/с до 2 Мбіт/с.[10]
- Smart Communications пропонує бездротовий фіксований широкосмуговий зв'язок 384 кбіт/с — 512 кбіт/с і 4 Мбіт/с для корпоративних ліній.
- ComClark Network and Technology Corp пропонує кабельний доступ до Інтернету під брендом SureStream, Wi-Fi під брендом Wireless Anywhere Metro і бездротовий широкосмуговий доступ під брендами Extreme Wireless, Instanet Prepaid Cards Pampanga Only і Fiber Optics.[11]
- Mozcom Communications пропонує різні послуги комутованого доступу, таких як карти Nitro.
- USATV1 Inc. надає 1 Мбіт/с.
- Sun Cellular пропонує бездротовий доступ до Інтернету за технологією 3,5G до 2 Мбіт/с, а також доступ з використанням USB-модема по всій країні.
- Wi-Tribe пропонує WiMAX до 2 Мбіт/с і 4 Мбіт/с.